# Vespinitocris sessensis
Vespinitocris sessensis là một loài bọ cánh cứng trong họ Cerambycidae.